# Sojusz Państw Sahelu
Sojusz (Konfederacja) Państw Sahelu (AES) – antyzachodni pakt o wzajemnej obronie, zawarty pomiędzy Mali, Nigrem i Burkina Faso w dniu 16 września 2023 roku. Sojusz powstał w związku z kryzysem nigerskim w 2023 roku, który rozpoczął się po zamachu stanu w Nigrze, przeciwko któremu ECOWAS groziła interwencją wojskową.

## Tło
Sahel jest jednym z miejsc trwającego od 2011 roku powstania dżihadystów, które doprowadziło do wielu konfliktów w regionie, takich jak wojna w Mali, czy kampania Boko Haram. Wszystkie trzy państwa założycielskie doświadczyły w ostatnich latach wojskowych zamachów stanu, które spowodowały pogorszenie relacji z resztą silnie prozachodniego ECOWAS i społecznością międzynarodową.

## Historia

### Powstanie organizacji
16 września 2023 roku prorosyjscy dyktatorzy wojskowi: przywódca Burkiny Faso Ibrahim Traoré, przywódca Mali Assimi Goita i przywódca Nigru Abdourahamane Tchiani w wyniku podpisania Karty Liptako-Gourma powołali do życia Sojusz Państw Sahelu, dążąc do zachowania władzy i obrony swoich interesów.  Pakt został stworzony, aby chronić państwa członkowskie przed możliwymi zagrożeniami wewnętrznego buntu zbrojnego lub agresji zewnętrznej, podkreślając, że „każdy atak na suwerenność i integralność terytorialną jednej lub większej liczby umawiających się stron będzie uznany za agresję przeciwko pozostałym stronom". Nowo powstała organizacja przybrała retorykę antyfrancuską, antyamerykańską i prorosyjską. Utworzono też kilkutysięczne wspólne siły zbrojne.
28 stycznia 2024 roku, wszystkie państwa członkowskie wydały oświadczenie, zgodnie z którym, natychmiast opuściły ECOWAS, co spotkało się z licznymi sankcjami . W marcu 2024 poinformowano o tworzeniu wspólnych sił do walki z terroryzmem w ramach Sojuszu Państw Sahelu.

### Wojna w Mali
W 2023 roku armia Mali, wspierana przez Grupę Wagnera, przeszła do ofensywy wobec sił Tuaregów i islamistów. W lipcu 2024 roku rebelianci zwyciężyli w bitwie pod Tinzaouaten. Była to jedna z najbardziej znaczących porażek Grupy Wagnera w Afryce. W reakcji na nią sojusz postanowił o lotniczym ataku odwetowym z terytorium Burkiny Faso. O pomoc Tuaregom malijski rząd oskarżał Algierię.

### Utworzenie Konfederacji Państw Sahelu
W lipcu 2024 roku na szczycie w Niamey, stolicy Nigru, w którym udział wzięli przywódcy wszystkich trzech państw, postanowiono o większej integracji i ustanowieniu konfederacji.

### Konflikt z Algierią
W wyniku zestrzelenia 1 kwietnia 2025 roku przez Algierczyków malijskiego drona, biorącego udział w operacji skierowanej przeciw Tuaregom relacje między państwami uległy zaognieniu. Reakcją na ten incydent było odwołanie 6 kwietnia malijskiego ambasadora z Algierii, co wkrótce potem zrobiły także sprzymierzone Burkina Faso i Niger. W reakcji na to algierskie ministerstwo obrony narodowej zamknęło przestrzeń lotniczą swojego państwa dla lotów z i do Mali. W ramach rywalizacji z Algierią marokański rząd zaoferował zaś otwarcie swoich portów dla państw sojuszu, na co one przystały.